# Anna Maria Zwanziger
Anna Margaretha Schonleben (poi Zwanziger), nota anche come Anna Maria (Norimberga, 7 agosto 1760 – Norimberga, 17 settembre 1811) è stata un'assassina seriale tedesca.

## La gioventù

### Il primo matrimonio
Nacque da una famiglia di locandieri moderatamente benestanti, proprietari della locanda Zum schwarzen Kreuz (Alla Croce nera).
Il padre morì quando lei aveva solo diciotto mesi, e all'età di quattro anni perse la madre e il fratello, rimanendo sola.
Passò l'infanzia venendo spostata frequentemente tra varie famiglie d'adozione, abitando anche con una zia a Feucht, con cui strinse un legame. Solo due anni dopo, però, dovette tornare a Norimberga, venendo affidata alla vedova di un religioso.
All'età di dieci anni venne affidata in via definitiva ad un ricco mercante di Norimberga. L'uomo non aveva mai avuto prima delle ragazze in affidamento, ma trattò la piccola Anna con grande affetto, cercando di farle dimenticare gli anni difficili e fornendole un'istruzione di primo livello. La ragazza ricevette un'educazione religiosa, fu addestrata a svolgere le mansioni che all'epoca venivano richieste ad una ragazza nella gestione casalinga, e ebbe anche un'istruzione di base in lettura, scrittura e calcolo. Imparò anche alcune parole di francese, ottenendo quindi un'educazione decisamente superiore a molte altre ragazze dell'epoca.
All'età di 15 anni il tutore la promise in sposa ad un ricco notaio di nome Zwanziger, che all'epoca aveva più del doppio dei suoi anni. Inizialmente si rifiutò di vederlo, ma col tempo cedette alle pressioni della sua famiglia di adozione.
Il 5 ottobre 1778 i due convolarono a nozze, ma i primi anni furono tristi per la ragazza, in quanto il marito la trascurava e frequentemente indulgeva all'alcol. Si rifugiò nei romanzi rosa e nella letteratura, appassionandosi de I dolori del giovane Werther e cominciando a meditare il suicidio. Avrebbe voluto uccidersi con una pistola, ma non vi aveva accesso.
Al suo ventunesimo compleanno, con la maggiore età, la ragazza ricevette l'eredità del padre: abbagliata dalla ricchezza e istigata dal marito, la donna visse un breve periodo di ricchezza, tra feste, sperperi e spese per mantenere una ricca apparenza in società. L'eredità ben presto finì, e l'uomo si rivelò essere, oltre che alcolizzato, fedifrago e violento: la Zwanziger, all'epoca ancora piacente, fu costretta a prostituirsi con alcuni conoscenti e notabili cittadini per raccogliere i soldi per sopravvivere e per supportare gli eccessi del marito.
In questo periodo maturò la determinazione a servirsi spietatamente degli altri per aumentare il suo livello sociale: il suo giro di prostituzione le permise di conoscere uomini che sfruttò per ottenere favori.
La donna in seguito avrebbe avuto altre relazioni extraconiugali con ricchi concittadini, nonostante la situazione economica della famiglia fosse nuovamente migliorata un poco per via di una riuscita finanziaria impresa del marito (una lotteria di orologi). La coppia rischiò di rompersi in una occasione, in cui una sua relazione con un luogotenente dell'esercito fu scoperta dal marito. La relativa ricchezza si accompagnò a nuovi sprechi, che misero nuovamente i coniugi in difficoltà.
L'uomo morì il 20 gennaio 1796, per complicanze legate all'alcolismo, non prima di aver generato due figli.

### Le relazioni, la follia e il declino
Con i suoi ultimi soldi, si trasferì a Vienna, dove cercò di guadagnarsi da vivere come pasticciera. L'impresa fallì, e dovette ripiegare sul lavoro a servizio di alcune famiglie benestanti.
A Vienna ebbe una relazione con un intellettuale ungherese, impiegato all'ambasciata, da cui ebbe un figlio. Il bambino fu abbandonato in un orfanotrofio, e morì poco dopo.
Nonostante in età matura fosse, a detta dei giornali che seguirono il caso, una donna talmente priva di fascino da venire definita "brutta, bassa, il cui volto, né figura, né oratoria, possono suscitare attrazione" e "donna deforme, paragonata da alcuni ad un rospo", subito dopo la morte del marito sopravvisse per un breve periodo prostituendosi, facendosi mantenere da un ricco barone amico di suo marito, producendo giocattoli e impiegandosi in lavori occasionali.
Psicologicamente fragile, tendeva a sfuggire alla realtà rifugiandosi in fantasie, arrivando occasionalmente ad uno stato di confusione mentale tra vero e sogno.
La donna abbandonò la protezione del barone per andare a lavorare a Francoforte come domestica, ma perse il lavoro dopo soli tre mesi, quando i proprietari la allontanarono scontenti del suo lavoro, della sua cucina e dei suoi rapporti col personale: questo distrusse tutti i sogni che si era costruita. Nelle sue referenze, la Zwanziger mentì sostenendo di aver lavorato a Francoforte per un anno e mezzo.
Trovò lavoretti come parrucchiera, come serva per un gruppo di acrobati equestri che però lasciarono la città dopo solo otto giorni, e nuovamente come parrucchiera.
Lavorò per un mercante della città, ma rimase molto insoddisfatta del proprio lavoro, trasformata da capo-domestica in semplice cameriera. Ebbe una serie di crisi isteriche, e entrò in conflitto con i propri superiori, venendo allontanata.
La donna tornò a Norimberga, sotto l'ala protettiva del barone, che nel frattempo si era sposato e di cui divenne apertamente l'amante. I rapporti non erano buoni come un tempo, soprattutto per via del matrimonio dell'uomo, che cominciò ad avere atteggiamenti più freddi e risultava meno sensibile alle richieste e ai ricatti della donna.
Rimasta incinta all'età di 42 anni sarebbe stata costretta ad un aborto che le rovinò la salute e la fece rimanere nuovamente sola.
Tentò il suicidio ma non riuscì a tagliarsi i polsi e venne scoperta dal proprietario di casa, che informò il barone. La Zwanziger tentò nuovamente il suicidio, buttandosi nel fiume Pegnitz: venne salvata da due pescatori. La voce del secondo suicidio raggiunse il barone, il quale ormai stufo della ragazza, arrivò a imporle di allontanarsi immediatamente da Norimberga.

### La povertà
La donna la notte stessa raggiunse Ratisbona, la prima tappa di una serie di peregrinazioni che la portarono nuovamente a Vienna, poi di ancora a Norimberga e in seguito, nel 1804, in Turingia, dove entrò a servizio nella casa del ciambellano. Rimase poco in quel posto di lavoro, preferendo una discreta fuga con alcuni gioielli al duro e sottopagato lavoro in casa del notabile: si nascose a Mainbernheim, in casa di una delle figlie sposata ad un legatore. Quando il genero scoprì che c'era un mandato di cattura sulla donna, avvertì le autorità che però trovarono la casa vuota: la Zwanziger era già fuggita a Würzburg.
Con la reputazione macchiata, cambiò brevemente il proprio cognome, dapprima riprendendo quello da nubile, e poi usando nomi fittizi come "Nannette Schönleben, nata Steinacker", cosa che le permise di continuare con lavori saltuari come domestica.
Nel 1805 la donna arrivò a Neumarkt nell Oberpfalz, dove si costruì un piccolo giro d'affari come sarta e insegnante di cucito. Conobbe un uomo, un anziano generale di Monaco, con cui ebbe una breve relazione. La Zwanziger rimase abbagliata dalla possibilità di trasferirsi nuovamente in una città grande e prestigiosa, ma i suoi sogni furono infranti quando l'uomo tornò a Monaco per ricongiungersi con la sua amante. La Zwanziger gli scrisse millantando una gravidanza, e infine insoddisfatta dall'aver ricevuto in cambio solo pochi soldi lo raggiunse abbandonando la sua attività di sarta, convinta che l'uomo la aspettasse per accoglierla in casa propria.
Una volta a Monaco, delusa quando questi si rifiutò di vederla, si trasferì in una casa a fianco di quella del generale, e assunse una serie di atteggiamenti ossessivi nei confronti dell'uomo che si trovò a dover mandare tramite un servitore il messaggio
Quando prese coscienza della propria condizione, la Zwanziger riprese a vagabondare, cercò di guadagnarsi da vivere come domestica.
Infine, si era costruita una fantasia che la perseguitava: presentarsi come domestica a qualche ricco uomo solo, per poi sedurlo con le sue abilità di cuoca e di donna di casa, e infine sposarlo. Per legarsi agli uomini, spesso li avvelenava con piccole dosi di veleno, per poi "curarli" riducendo e via via eliminando l'intossicazione.

## Gli avvelenamenti

### La signora Glaser
La Zwanziger, che all'epoca si faceva chiamare Schönleben, nel 1808 arrivò a lavorare a Kasendorf, presso un ricco giudice cinquantenne di nome Wolfgang Conrad Glaser. Lì tentò di mettere in pratica il suo piano.
L'uomo tuttavia, pur essendo separato di fatto, era ancora formalmente sposato. La Zwanziger dunque cercò di far riconciliare i coniugi, scrivendo in segreto lettere alla donna e agli amici di lei, facendo offerte in denaro al prete cattolico di Holfeld, dove la donna viveva, affinché contribuisse a farle cambiare idea.
Quando infine il 22 luglio la moglie del giudice si ritrasferì nella casa del marito la domestica organizzò un ricevimento ricco e sontuoso, con fiori, addobbi e rinfreschi. Sul letto della donna lasciò dei fiori con scritto un minaccioso
(Biglietto di Anna Zwanziger)
Già dal 13 agosto, la domestica cominciò a servirle tè con mezzo cucchiaino di arsenico. Il 15 agosto le servì un tè con un intero cucchiaio di veleno per topi.
(Confessione di Anna Zwanziger)
La donna peggiorò rapidamente in salute, e morì dopo poco tempo, il 26 agosto.
Anna Maria Zwanziger aveva avuto poca difficoltà a trovare dell'arsenico grigio, poiché era un ingrediente comune in molti insetticidi.
Con il campo libero, la Zwanziger attese la proposta di matrimonio del giudice, il quale però temporeggiò: la donna per vendetta tentò di avvelenare alcuni ospiti del giudice. Sbagliò però la dose, e questi sopravvissero. Nessuno tuttavia pensò ad un avvelenamento.

### Il signor Grohmann
Licenziatasi dal giudice Glaser, il 26 settembre 1808 trovò lavoro presso un altro impiegato del tribunale, di nome Grohmann. L'uomo era piuttosto giovane e di bell'aspetto, e a 38 anni aveva ben dieci anni meno di Anna Maria Zwanziger.
La Zwanziger si innamorò dell'uomo, immaginando nelle proprie fantasie che egli ricambiasse.
La donna inoltre cominciò a pianificare le proprie azioni successive, volte a conquistarlo: innanzitutto mise del veleno per topi nella birra di due domestici, Lawrence e Johann Dorsch: questi erano i servitori più vicini al padrone, con cui la Zwanziger aveva un rapporto conflittuale poiché spesso li accusava di bere troppo. Questi sopravvissero, riconoscendo nella birra un sapore insolito, ma la bevanda avvelenata nei giorni successivi venne servita anche a diversi ospiti del padrone di casa, che riportarono forti malesseri, nausee e spasmi. Pochi giorni dopo la stessa birra fu servita al giudice Christopher Hoffmann da Wiesenfels, ospite di Grohmann, il quale non subì effetti immediati ma ebbe violenti dolori e convulsioni dopo poche ore, mentre continuava la sua visita andando a trovare il giudice Gebhard.
Cominciò ad somministrare all'uomo piccole dosi di veleno, acuendo i numerosi dolori di cui l'uomo soffriva per via della gotta e di altre malattie. Nonostante le condizioni di salute, dopo poco tempo il giudice annunciò ufficialmente il suo fidanzamento con un'altra ragazza, la figlia del giudice Herrgott di Dachsbach.
La Zwanziger si lamentò pubblicamente della decisione, sostenendo che l'uomo avrebbe dovuto curarsi più della sua salute, ed esserle riconoscente poiché lei stessa lo accudiva con affetto. Arrivò a lamentarsi, oltre che con gli amici e la sorella dell'uomo, anche con Grohmann stesso, il quale a sua volta si lagnò con gli amici del comportamento della invadente - e per nulla attraente - domestica.
Intanto la donna prese l'abitudine di controllare tutta la posta in arrivo o in uscita per Dachsbach: la cosa divenne talmente evidente che il padrone di casa si confidò su questo con un'amica, madame Schell (anch'essa, in precedenza, vittima di un caffè all'arsenico), lamentando che la domestica si comportasse come se ogni lettera o messaggio portasse una richiesta di matrimonio.
Grohmann intanto fece fare le pubblicazioni di matrimonio, e organizzò il trasferimento della propria moglie nella casa di famiglia di lì a otto giorni: immediatamente la sua salute peggiorò, e venne travolto da spasmi, convulsioni, diarrea, infiammazioni estese del tratto gastro-esofageo e intestinale. Il matrimonio dovette essere rimandato, ma solo undici giorni dopo, l'8 maggio 1809, Grohmann morì. La Zwanziger aveva ucciso il suo datore di lavoro con una tazza di zuppa bavarese avvelenata.
Anche in questo caso nessuno sospettò di lei: i medici si limitarono a constatare superficialmente la morte naturale, attribuendola ad un peggioramento di una delle condizioni di cui l'uomo soffriva. Anna Maria Zwanziger espresse pubblicamente il proprio dolore, in modo eccessivo e manieristico, poco credibile.

### Il signor Gebhard
Nuovamente senza lavoro, dopo soli cinque giorni dalla morte del precedente datore di lavoro la Zwanziger (che continuava a usare il nome Schönleben) il 13 maggio 1809 accettò un'offerta da parte di un altro giudice, Richter Gebhard. L'uomo era sposato con una donna di salute cagionevole, la quale avrebbe partorito il giorno stesso e necessitava di una domestica in grado di accudire anche il bambino.
Gebhard fu ben presto insoddisfatto del lavoro della domestica, ritenendo che fosse troppo poco attenta alle spese.
La Zwanziger decise di vendicarsi, e alla sera del 17 maggio scese nella dispensa e mise dell'arsenico in un barilotto di birra, e una generosa dose di veleno per topi in un altro.
La moglie del giudice nella notte del 19 maggio fu colpita da fortissimi dolori, causati dall'arsenico presente nella birra, che le era stata servita dall'inconsapevole marito. Dopo due giorni, quando le sue condizioni stavano cominciando a migliorare, la donna bevette una birra proveniente dal secondo barilotto, offertale dalla Zwanziger.
La signora Gebhard morì nella notte del 20 maggio 1809, stroncata dal veleno e in preda a dolori di stomaco. La sera prima di morire, la donna espresse il proprio sospetto di essere stata avvelenata.
I medici visitarono il cadavere della donna, ma ritennero che fosse morta per le conseguenze del parto, una sorte piuttosto comune all'epoca. Inoltre, fu rinvenuto un parassita intestinale, probabilmente causa di una parte dei dolori della donna ma a cui vennero attribuiti anche gli spasmi che portarono al decesso. Di nuovo, nessuno sospettò di un avvelenamento se non la vittima stessa.
In città cominciarono a circolare voci sul fatto che Frau Schönleben portasse la sfortuna e la morte nelle case in cui entrava. Le dicerie arrivarono anche giudice Gebhard, che però decise di tenere con sé la donna per fronteggiare le esigenze del neonato.
Poco tempo dopo due amici del giudice, un negoziante di nome Beck e la vedova dell'impiegato del tribunale Alberti, si sentirono male dopo una visita presso la casa dell'uomo: la Zwanziger aveva servito loro della birra proveniente dal barile con il veleno per topi, irritata dall'atteggiamento arrogante del signor Beck, che era solito deriderla e umiliarla. La domestica sconsigliò timidamente alla innocente signora Alberti di bere birra, ma il suggerimento passò inascoltato.
Anna Maria Zwanziger ormai stava perdendo la ragione: in seguito disse di aver provato piacere nel vendicarsi di coloro che pensava le avessero fatto dei torti, ma poco a poco cominciò a vedere come offese personali anche i piccoli e comuni problemi quotidiani. Iniziò a ricorrere al veleno, seppur in piccole dosi, per "punire" comportamenti di ospiti e domestici a lei sgraditi anche se assolutamente incolpevoli.
Nell'agosto 1809 avvelenò due domestici, che erano arrivati a casa del giudice con un messaggio. Al primo, di nome Rosenhauer, servì del vino bianco avvelenato, mentre al secondo, il diciannovenne Johann Krauss, diede del brandy in cui aveva sciolto del veleno per topi; questi rimase insospettito dal trovare una polvere bianca sul fondo del bicchiere. Dei due servitori mal sopportava gli atteggiamenti a suo dire rudi e scortesi, per cui usò il veleno non per ucciderli ma solo per dargli forti dolori di stomaco. Nello stesso periodo, dopo un piccolo litigio, servì del caffè avvelenato a Barbara Waldmann, una cameriera di Gebhard.
Il 1º settembre 1809 alla donna fu richiesto di servire della birra ad un incontro del giudice Gebhard con alcuni amici (Beck, suo fratello, il borgomastro Petz, un impiegato di nome Scherber), in un locale nei pressi della casa. La Zwanziger portò della birra dal barile avvelenato, causando il ricovero di cinque persone che dovettero ricevere cure mediche. La donna era offesa dal fatto che il padrone ormai frequentasse persone anche all'esterno della propria casa, e voleva che il giudice smettesse di frequentare il signor Beck, ospite malvisto che la Zwanziger già in precedenza aveva tentato di avvelenare.
Gebhard, rimessosi, si confrontò con la domestica, la quale si scusò pur dicendosi innocente. Ormai sospettoso, l'uomo requisì alla donna le chiavi e le chiese di allontanarsi dalla sua casa, chiedendole di lasciare la città due giorni dopo, il 3 settembre e indirizzandola in direzione di Bayreuth. Per convincerla a lasciare la casa le offrì una lettera di referenza, in cui lodava la sua lealtà e le sue capacità.
La donna nei due giorni prima della partenza concepì un piano per fare in modo di essere scagionata da ogni sospetto e richiamata alla famiglia. Prese le saliere della casa, e vi mise delle dosi di arsenico: mentre compiva l'operazione, fu scoperta da una delle due serve di famiglia, che si insospettì e si confrontò con lei in quanto il compito di riempire le saliere spettava alle cameriere e non alla domestica. La Zwanziger si giustificò sommariamente dicendo che era tradizione per chi lasciava il servizio svolgere quel compito un'ultima volta, riuscendo ad allontanare i sospetti.
La sera prima della partenza, Gebhard diede le chiavi riottenute dalla donna al suo amico Scherber, e gli chiese di accompagnare la Zwanziger a prendere delle candele. Nella stanza Scherber trovò un piccolo barattolo di terracotta con delle incrostazioni bianche: la donna se lo fece dare, e lo diede da lavare ad una delle cameriere. In seguito il barattolo fu identificato come il recipiente in cui la donna mescolava l'arsenico.
La mattina della partenza preparò un caffè avvelenato alle due serve (di nome Hazin e Waldman), un piccolo strappo alla consuetudine che voleva il caffè preparato da queste ultime, e diede da mangiare al figlio di Gebhard del latte e un biscotto con dell'arsenico. Il piano prevedeva che il piccolo piangesse per via dei dolori, facendo credere al padre che in realtà soffrisse per la mancanza della domestica che lo accudiva regolarmente.
Dopo aver svolto la prima parte del piano, salì sulla carrozza che il padrone aveva procurato per portarla a Bayreuth, dove si stabilì presso la madre della defunta moglie del signor Gebhard, in attesa che questi la richiamasse. Intanto, nella casa le due domestiche e il bambino venivano colte da spasmi, vomito e fitte allo stomaco.
Giorni dopo le domestiche raccontarono al giudice delle anomalie nel comportamento di frau Schönleben, sia riguardo al riempimento delle saliere sia al caffè gentilmente offerto. Gebhard si rivolse ad un amico farmacista, che analizzò il contenuto della dispensa e trovò che il sale era stato avvelenato con trenta grammi di arsenico per un chilogrammo e mezzo di sale.

## La cattura

### L'indagine e l'arresto
Il 29 settembre Gebhard si rivolse al tribunale, che assegnò al caso un magistrato, l'investigatore Brater. Subito emersero i collegamenti tra i decessi nelle tre case visitate dalla sedicente signora Nannette Schönleben nata Steinacker: le vittime avevano sofferto degli stessi sintomi, e solo limitatamente alla presenza della donna nelle rispettive case.
Emerse che il nome usato era fittizio, e si risalì alla vera identità della donna, scoprendo che si chiamava Anna Margaretha Zwanziger, nata Schönleben. Steinacker era stato il nome del suo patrigno.
Tutte le ricerche furono svolte all'insaputa della sospettata, che nel frattempo era tornata a Norimberga, e di nuovo aveva tentato di trasferirsi presso una delle proprie figlie a Mainbernheim, in Franconia. La Zwanziger ebbe una brutta sorpresa: la figlia aveva divorziato dal marito, e stava scontando una condanna per furto e truffa. Proprio quel giorno, in carcere, aveva contratto il suo secondo matrimonio. Senza nessuno che la ospitasse, la donna tornò a Norimberga.
La Zwanziger fu arrestata il 18 ottobre 1809, quando si riuscì a risalire alla sua posizione attraverso una serie di lettere inviate al giudice Gebhard. In queste, la donna sosteneva di essere dispiaciuta per la sorte del bambino, che amava molto, e dichiarando di essere pronta a tornare al servizio del giudice dimenticando le ingiustizie e le accuse che le erano state rivolte. Scrisse anche al giudice Glaser, offrendogli nuovamente i propri servizi.
Al momento dell'arresto, vennero trovate in possesso della donna una busta di arsenico e due di veleno per topi (potassio antimonio tartarato). Interrogata il 19 ottobre, negò fermamente ogni accusa, certa che non vi fossero prove per incriminarla.

### Le prime ammissioni
Il 23 ottobre fu riesumata la salma della signora Glaser, in stato iniziale di decomposizione nonostante fosse sotterrata da ormai 14 mesi: la decomposizione rallentata, l'odore, il colore della pelle, la rigidezza dei tessuti e le peculiari muffe sul cadavere erano tutti segni di avvelenamento da arsenico.
Gli stessi segni furono trovati sui corpi del signor Grohmann e della signora Gebhard, e negli intestini delle due donne furono trovate quantità rilevanti di veleno, che tolsero ogni sospetto residuo sulla causa della morte.
Dopo sei mesi di interrogatori, in cui non ammise nessuna colpa, il 16 aprile 1810 la donna fu messa di fronte ai risultati delle autopsie: inizialmente mantenne la propria versione ma dopo due ore cedette e rese una deposizione giurata. Disse di aver ucciso la signora Glaser, ma solo perché il giudice stesso, suo complice, glielo aveva chiesto insistentemente e aveva partecipato ai tre avvelenamenti che avevano portato alla morte della moglie. Terminato l'interrogatorio, svenne e fu portata via in convulsioni.
Gli investigatori presero la confessione per buona, e arrestarono il giudice Glaser: le accuse caddero ben presto ma portarono a identificare un altro avvelenamento della Zwanziger, una specie di "prova generale" condotta all'insaputa del giudice e ai danni di alcuni ospiti invitati a cena, i signori Wagenholtz, e di un domestico cui erano stati offerti i resti della cena. Con quell'avvelenamento, la Zwanziger aveva cercato di prendere le misure per stimare le quantità di veleno da utilizzare. Interrogata sul tema, dichiarò che il giudice Glaser si comportava con i Wagenholtz in modo "crudele come lo stesso Satana" e avanzò il sospetto che fosse stato il giudice ad avvelenarli, dicendo di essere stata male anche lei.
Nonostante la morte del signor Grohmann non fosse dovuta per certo al veleno, gli investigatori la confrontarono sull'argomento, e, dopo alcune parziali ammissioni, ottennero una conferma del fatto che la Zwanziger avesse avvelenato l'uomo in più occasioni, con lo scopo di convincerlo di essere bisognoso delle cure della domestica e nel tentativo di suscitare in lui l'affetto che lei desiderava. Tuttavia, disse che l'avvelenamento mortale non era imputabile a lei, poiché si trattò di un errore dovuto al fatto che i servitori di Grohmann, i fratelli Dorsch, avevano abbandonato incustoditi due dei boccali di birra avvelenata a loro destinati. Per errore la donna avrebbe poi riposto i boccali insieme a quelli buoni, per servirli poi, a suo dire inconsciamente, durante un incontro tra il convalescente Grohmann e i suoi amici. Dal punto di vista legale, questo avrebbe fatto venir meno la volontarietà dell'omicidio, ma i giudici non credettero al racconto.

### Gli interrogatori
Il modo con cui raccontò i delitti sembrava studiato per spogliarli del loro aspetto più terribile. In detenzione a Culmbach, le vennero mostrate le buste di veleno che portava con sé al momento dell'arresto: la donna si agitò, apparve espansiva e felice, "come riconoscendo un amico da cui si è stati per lungo tempo separati".
In altri interrogatori fu approfondito l'omicidio della signora Gebhard: Anna Zwanziger ammise di averla avvelenata, ma con l'intenzione di farla solo soffrire come vendetta per le sue angherie, non per causarle la morte. Disse che, se fosse stata lei ad avvelenarla letalmente per errore, si sarebbe data la morte lei stessa per la vergogna.
Queste affermazioni vennero ritenute poco credibili, ma contribuirono a comprendere le perversioni mentali della donna e il suo rifugiarsi in una fantasia mentale in cui lei era la vittima di atroci persecuzioni, invece della persecutrice.
Furono rinvenute delle lettere, abbandonate nel frettoloso allontanamento da casa Gebhard, da cui traspariva chiaramente il piano di Anna Maria Zwanziger per sedurre, tramite avvelenamenti e guarigioni miracolose, gli uomini presso cui lavorava: dapprima la donna intendeva rendersi indispensabile ai novelli vedovi, per poi guadagnarsi la loro stima, il loro affetto e infine l'amore.
Venne approfonditamente interrogata sui ripetuti avvelenamenti degli ospiti di casa Gebhard: affermò che aveva sì avvelenato gli amici del suo padrone di casa, ma solo leggermente, per punirli delle "torture" che questi infliggevano alla servitù. A casa del signor Grohmann, l'avvelenamento sarebbe stato addirittura casuale, frutto di un semplice scambio di boccali o di una pulizia poco accurata di una botticella usata in precedenza per della bevanda avvelenata.
Negò vivamente di aver avvelenato col caffè le due serve di casa Gebhard, ma cedette di fronte alle accuse riguardanti il figlio del padrone: ammise di aver dato dell'arsenico al piccolo per farlo star male, sperando così di essere richiamata ad accudirlo.
Ammise di aver lasciato nella cantina della casa un po' di veleno, ma accusò le serve di averlo messo nelle saliere: questa confessione fu riconosciuta come non veritiera dall'analisi del sale in cantina e nelle saliere, e fu accolta la testimonianza delle serve che avevano visto la Zwanziger riempire essa stessa le saliere.
Durante un interrogatorio, stupì gli inquirenti affermando candidamente di avere un solo vero amico, l'arsenico.
Il corpo della signora Gebhard fu riesumato il 24 maggio 1810, e mostrato alla Zwanziger, la quale disse che avrebbe voluto morire anch'essa per giacere libera da preoccupazioni di fianco alla signora. Descrisse il suo rapporto della donna come quello tra amiche e sorelle, dapprima pentendosi per averla avvelenata, dopodiché dicendo che non avrebbe potuto avvelenarla essendo per lei, appunto, come un'amica o una sorella.
Le fu mostrata la tomba di Grohmann e anche qui ribadì di non essere colpevole degli omicidi, nonostante avesse già fatto delle ammissioni in merito.
Le confessioni di Anna Maria Zwanziger lasciarono perplessi gli inquirenti. La donna minimizzava alcuni fatti di grande importanza, ammetteva con noncuranza degli avvelenamenti, e nonostante le sue confessioni fossero ampiamente sufficienti per una condanna a morte, insisteva nel negare o nel mentire su fatti di poca o nessuna rilevanza, spesso già ben accertati.

### La condanna
L'umore della donna era variabile, spesso si prestava ad adulare gli investigati, a volte ammetteva le sue colpe dicendosi pentita, in altri casi negava fatti addebitatigli oltre ogni possibile dubbio. Spesso cercava di sviare le domande, o di intrattenere conversazioni leggere con gli ispettori. Le conclusioni dei medici e degli investigatori fu che ormai la donna si trovava in uno stato mentale compromesso, non più in grado di dire la verità e incapace di distinguere la realtà dalle sue fantasie distorte pur restando lucida.
La confessione suscitò scalpore, e il 7 luglio 1811 presso il tribunale di Bamberga portò ad una condanna a morte per decapitazione tramite spada. La Corte Suprema il 16 agosto seguente confermò la condanna in appello.
La Zwanziger accettò di buon grado la condanna, in quanto essa stessa temeva che, se fosse rimasta in vita, avrebbe tentato di avvelenare altre persone.
Apparve molto calma ai suoi guardiani di cella, e quando le fu chiesto il motivo della sua malvagità rispose:
(geschichte-verbrechen.de)
Questa ricostruzione è discutibile, in quanto è assai probabile che l'affezione della donna per il veleno fosse precedente al suo ritorno a Norimberga e alla travagliata vicenda con il barone, e risalisse al periodo di povertà vissuto con il marito, quando con ogni mezzo cercava di riportare la propria condizione a quella goduta nell'agiato periodo in cui sperperò l'eredità familiare.
L'esecuzione avvenne il 17 settembre 1811: la donna apparve in pubblico con il volto coperto da un fazzoletto, imbarazzata dalla folla, con modi composti anche se un po' nervosa. Il boia le chiese se voleva ritrattare le sue accuse di complicità verso Glaser, anche se questi ormai era stato scagionato da ogni imputazione, ma lei negò e l'esecuzione fu portata a termine.